# SQLite
SQLite je relacijska baza podataka temeljena na maloj C programskoj biblioteci. Glavne značajke baze podataka SQLite su: 
- Transakcije funkcioniraju po načelu ACID (atomic, consistent, isolated, and durable). Podatci ostaju postojani pri padu sustava ili nestanku električne energije.
- Nulta konfiguracija nema potrebu za prilagođavanjem i administracijom.
- Podržava većinu SQL92 standarda.
- Cijela baza podataka smještena u jednoj datoteci na disku.
- Podatci iz baze se mogu slobodno dijeliti između više računala.
- Podržava nekoliko terabajta velike baze i nekoliko gigabajta velike nizove podataka. Ograničenja (limiti).[1]
- Brža izvedba standardnih operacija od ostalih popularnih baza podataka. Rezultati testiranja.[2]
- Jednostavno korisničko sučelje

### Primjena SQLite baze podataka
- Web stranice – SQLite baza podataka je odlična za korištenje na web stranicama s malom ili srednjom količinom prometa. Okvirno govoreći idealna je za stranice koje imaju do 100 000 klikova na dan ali dokazano je da može raditi s 10 puta većim prometom (1 000 000 klikova na dan).

- Sprave i aplikacije – SQLite baza podataka zahtijeva malo ili nimalo administracije što je čini idealnim izborom za ugradnju u sprave ili servise koji trebaju raditi automatski i bez ljudske podrške. Odlično je usklađena za primjenu u mobilnim telefonima, dlanovnicima, upravljačkim kutijama i ostalima aparatima i napravama.

- Ad hoc disk datoteke  – Odlična je zamjena za ad hoc disk datoteke koje koriste funkcije za kreiranje i manipulaciju datoteka fopen(), fread() i fwrite().[3]

### Javno dobro
Sav programski kod SQLite baze zasnovan je na načelu javnog dobra. To znači sa se programski kod u cijelosti i njegovi dijelovi slobodno se mogu kopirati, modificirati, objavljivati, koristiti, prodavati, distribuirati u izvornom SQLite formatu, otvorenom kodu ili u kompajliranom obliku za bilo koju svrhu komercijalnu ili nekomercijalnu.